# Minako Kotobuki
Minako Kotobuki (jap. 寿 美菜子 Kotobuki Minako; ur. 17 września 1991) – japońska seiyū i piosenkarka pochodząca z Kobe w prefekturze Hyōgo. Jej najbardziej znaną rolą jest Tsumugi Kotobuki (K-On!). Swoją karierę muzyczną rozpoczęła śpiewając opening i ending z anime K-On! w kwietniu 2009 roku. W tym samym miesiącu, ona i trzy inne seiyū zadebiutowały jako zespół muzyczny Sphere wydając singel „Future Stream”.

## Filmografia
Ważniejsze role są pogrubione

### Filmy
- 2005 Bluebird
- 2006 GHOST OF YESTERDAY
- 2007 Yume da Maya Kidan
- 2008 Birdy the Mighty
- 2011 Towa no Quon

### Seriale anime
2007
- Minami-ke (Uczennica B w odc. 8)

2008
- Kyōran Kazoku Nikki (Hijiri Yamaguchi)

2009
- Hatsukoi Limited (Rika Dobashii)
- K-On! (Tsumugi Kotobuki)
- Umi Monogatari: Anata ga Ite Kureta Koto (Kanon Miyamori)
- Final Fantasy XIII (Serah Farron – gra komputerowa)
- To Aru Kagaku no Railgun (Mitsuko Kongou)
- Yoku Wakaru Gendai Mahō (Kaho Sakazaki)

2010
- Asobi ni iku yo! (Chaika)
- Chu-Bra!! (Yako Jingūji)
- Hyakka Ryōran Samurai Girls (Sen Tokugawa)
- K-On!! (Tsumugi Kotobuki)
- Otome Yōkai Zakuro (Daidai)
- Toaru Kagaku no Railgun (Mitsuko Kongou)

2011
- A Channel (Yūko)
- Dog Days (Veil)
- Softenni (Misaki Shidou)
- Tiger & Bunny (Karina Lyle / Blue Rose)
- Ro-Kyu-Bu! (Natsuhi Takenaka)

2012
- Natsuiro Kiseki (Natsumi Aizawa)
- Mobile Suit Gundam AGE (Fram Nara)
- Medaka Box (Nekomi Nabeshima)
- Dog Days'  (Vert Far Breton)
- Aikatsu! (Mitsuki Kanzaki)
- Inazuma Eleven Go: Chrono Stone (Jeanne d'Arc)

2013
- Valvrave the Liberator (Takahi Ninomiya)
- Doki Doki! Pretty Cure (Rikka Hishikawa/Cure Diamond)
- Hyakka Ryōran Samurai Girls (Sen Tokugawa)

2017
- Bungou Stray Dogs – Bezpańscy literaci (Aya Kōda)

## Dyskografia

### Albumy
- My stride (12.09.2012)

### Single
- Shiny+ (15.09.2010)
- Startline (24.11.2010)
- Dear my... (14.09.2011)
- Kokoro sukai (jap. ココロスカイ) (11.04.2012)